# تهاما (کالیفرنیا)
تهاما (به انگلیسی: Tehama) شهری در شهرستان تهاما، کالیفرنیا ایالت کالیفرنیا است که در سرشماری سال ۲۰۱۰ میلادی، ۴۱۸ نفر جمعیت داشته است.